# Karabin Springfield M1903

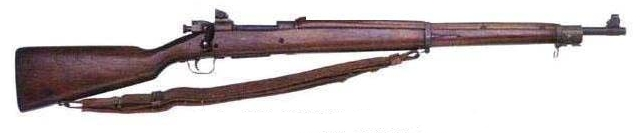
M1903A3

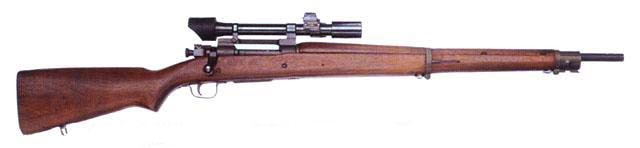
M1903A4 z celownikiem optycznym

Springfield M1903 (ang. United States Rifle, Caliber .30–06, Model 1903) – amerykański karabin powtarzalny opracowany w zakładach Springfield Armory na początku XX w. Podstawowy karabin United States Armed Forces w czasie I wojny światowej.

## Historia

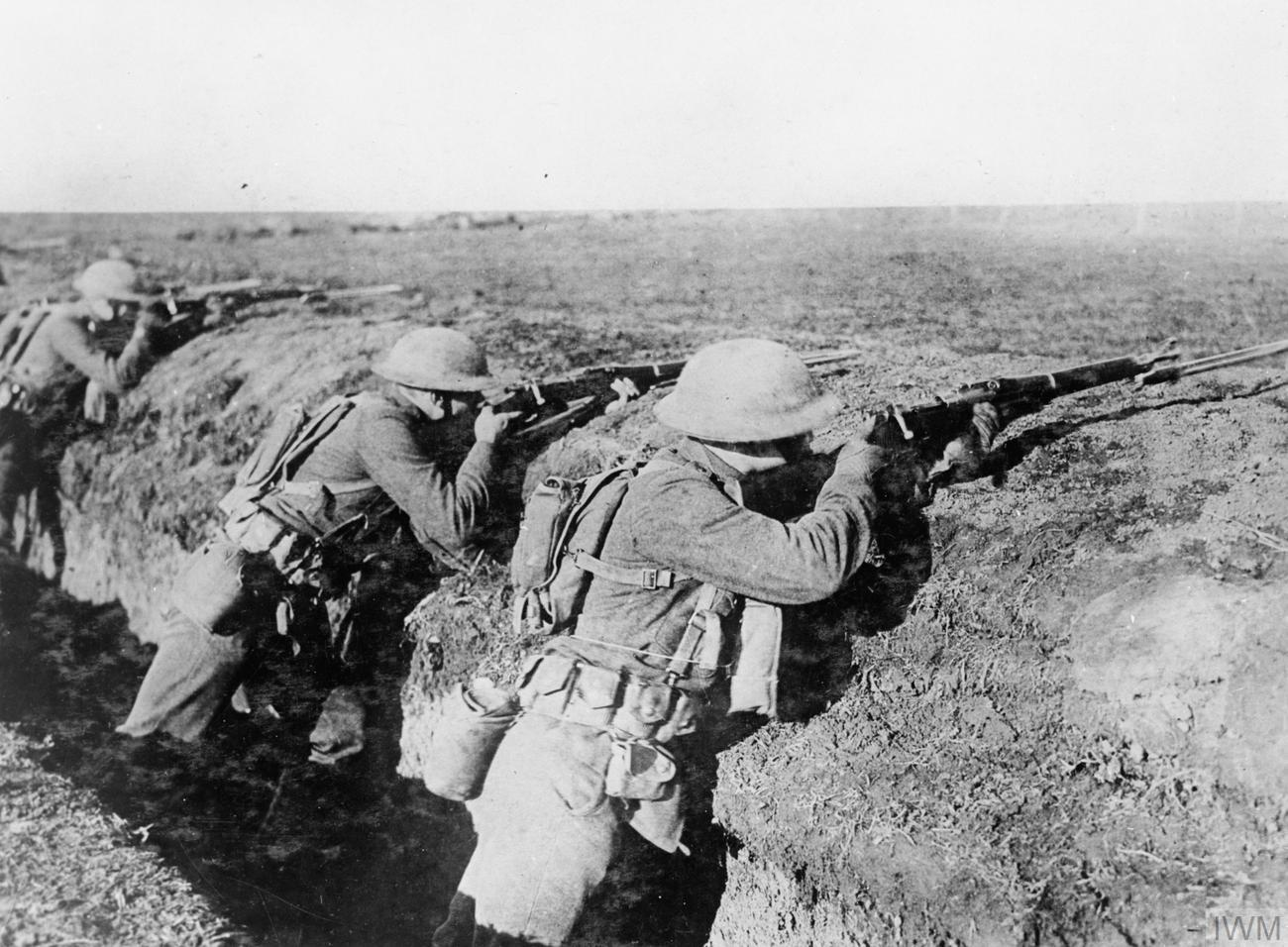
Żołnierze United States Marine Corps we Francji (1918)

Na początku XX w. armia amerykańskia podjęła decyzję o zastąpieniu dotychczas używanych karabinów Krag-Jørgensen nowocześniejszą konstrukcją. Prototyp nowego karabinu poddano testom w 1900 r. w Springfield Armory w Massachusetts, ówczesnym głównym ośrodku badań i produkcji broni strzeleckiej w kraju. Po wniesieniu kilku poprawek w 1902 r. partię eksperymentalną karabinów skierowano do dalszych testów w fortach Riley i Leavenworth w stanie Kansas. Karabin oceniony został wyjątkowo pozytywnie, w związku z czym 19 czerwca 1903 r. został oficjalnie przyjęty na uzbrojenie jako „United States Magazine Rifle, Model of 1903, Caliber .30”. Produkcję karabinów Krag-Jørgensen zakończono a w ich miejsce, zaczęto produkować Springfieldy w tempie 225 sztuk dziennie, dzięki czemu w ciągu roku udało się dostarczyć armii 30 tys. sztuk nowych karabinów.
Uruchomienie produkcji nie obyło się jednak bez problemów. Już w 1904 r. wykryto szereg naruszeń niemieckich patentów związanych z karabinem Gewehr 98. Podobnie miała się sprawa z używaną w Springfieldach ostrołukową wersją nabojów .30-06, które także naruszały niemieckie patenty. Ostatecznie w wyniku porozumień i procesów, Stany Zjednoczone wypłaciły na rzecz niemieckich firm 612 000 dolarów odszkodowania.
W ciągu następnych kilku lat wprowadzono kolejne nieznaczne udoskonalenia w oryginalnej konstrukcji, z których najpoważniejszą była zmiana bagnetu. Pierwotnie M1903 używał tzw. „bagnetu prętowego” w postaci wysuwanego z łoża pod lufą prostego pręta, który zastąpiono bagnetem nożowym. 
Springfield M1903 swój chrzest bojowy przeszedł podczas powstania Moro (1902-1913) na Filipinach, gdzie zyskał dobrą reputację wśród amerykańskich żołnierzy. Kolejnymi konfliktami w których wziął udział były między innymi bitwa o Veracruz (1914) oraz ekspedycja przeciwko Pancho Villi w 1916 r. Mimo dobrej reputacji i statusu podstawowego karabinu armii amerykańskiej dołączające w 1917 r. do I wojny światowej Stany Zjednoczone nie posiadały dostatecznej ilości M1903 aby zaspokoić zapotrzebowania korpusu ekspedycyjnego walczącego w Europie. W związku z tym postanowiono wykorzystać produkowane w dużej ilości w USA dla Wielkiej Brytanii karabiny Enfield P14, które po przekalibrowaniu włączono na wyposażenie jako M1917. Produkowane na masową skalę M1917, mimo że przyjęte początkowo jako wyjście doraźne, okazały się najpopularniejszą bronią w szeregach Amerykańskiego Korpusu Ekspedycyjnego do czasu zakończenia wojny.
W 1929 r. wprowadzono zmodyfikowaną wersję karabinu oznaczona jako M1903A1, w której ulepszono kształt kolby wyposażając ją w chwyt pistoletowy. 
Od 1936 r. Springfieldy zaczęto stopniowo zastępować nowocześniejszymi karabinami samopowtarzalnymi M1 Garand, które stosunkowo szybko zastąpiły je w roli karabinu podstawowego amerykańskich sił zbrojnych.
W czasie II wojny światowej opracowano kolejną zmodyfikowaną wersję Springfielda oznaczoną jako M1903A3, z lufą z dwiema bruzdami, celownikiem przesuniętym w okolice manipulatora zamka i kolbę bez chwytu pistoletowego. Karabiny te były produkowane przez firmę Remington Arms i Smith Corona Typewriter, umożliwiając innym zakładom produkcję karabinów M1 Garand i innych bardziej nowoczesnych konstrukcji. Obydwie firmy wyprodukowały łącznie ponad 1,3 miliona sztuk Springfieldów przed zakończeniem produkcji. Na podstawie tej wersji opracowano również wersję M1903A4 przeznaczoną dla strzelców wyborowych. Wersja ta była wyposażona w celownik optyczny i chwyt pistoletowy. 
Karabiny Springfield, mimo iż w czasie II wojny światowej zostały wyparte przez nowocześniejsze M1 Garand, pozostały na stanie armii amerykańskiej do końca lat 60 XX w. Współcześnie karabiny te wykorzystywane są nadal przez pododdziały reprezentacyjne.

## Konstrukcja
Karabin M1903 posiadał zamek czterotaktowy, ślizgowo–obrotowy. Trzon zamkowy wyposażono w rączkę zgiętą do dołu. Kurek połączono na stałe z żerdzią sprężyny iglicy. Kurek zakończony gałką, umożliwiającą jego napięcie bez otwierania zamka. Karabin zasilany z magazynka o pojemności 5 nabojów. Lufa gwintowana, posiadała 4 bruzdy lewoskrętne o skoku 254 mm.
Początkowo karabin posiadał celownik krzywkowy i przystosowany był do 0,30–calowych nabojów z pociskiem zaokrąglonym, oznaczonych .30–03 (.30 – kaliber, 03 – wzór naboju 1903). Od 1906 r. rozpoczęto produkcję karabinu M1903 z celownikiem ramkowym, który dostosowany był do naboju oznaczonego .30–06 z pociskiem ostrołukowym, lżejszym i osiągającym wyższe prędkości. 
Istniała także jednostrzałowa wersja karabinu, dostosowana do amunicji bocznego zapłonu kalibru 0,22 cala. Broń ta była przeznaczona do szkolenia.